# La Tragédie de la forêt rouge
Pour plus de détails, voir Fiche technique et Distribution.
La Tragédie de la forêt rouge (Romance of The Redwoods) est un film américain en noir et blanc de Charles Vidor, sorti en 1939.

## Synopsis
En Californie, June Martin est plongeuse dans une pension de camp de bûcherons. Steve Blake se bat avec Jed Malone pour les beaux yeux de June et perd. Quand Malone meurt dans des conditions obscures, les soupçons se portent sur Jed.

## Fiche technique
- Titre : La Tragédie de la forêt rouge
- Titre original : Romance of The Redwoods
- Réalisation : Charles Vidor
- Scénario : Jack London, d’après le roman  de Michael L. Simmons
- Producteur : Wallace MacDonald
- Société de production et de distribution : Columbia Pictures
- Photographie : Allen G. Siegler
- Montage : Byron Robinson
- Direction artistique : Lionel Banks
- Pays de production : États-Unis
- Format : noir et blanc - 35 mm - 1,37:1 - son : Mono  (RCA Victor High Fidelity Sound System)
- Genre : Aventures
- Durée : 61 min
- Dates de sortie :	
  - États-Unis : 30 mars 1939
  - France : 26 juillet 1939

## Distribution
- Charles Bickford : Steve Blake
- Jean Parker : June Martin
- Al Bridge : Boss Whittaker (crédité Alan Bridge)
- Gordon Oliver : Jed Malone
- Ann Shoemaker : Mother Manning
- Lloyd Hughes : Eddie Carter
- Patrick H. O'Malley Jr. : Yerkes
- Marc Lawrence : Joe
- Earl Gunn : Socko
- Don Beddoe : Forbes
- Erville Alderson : Jackson
- Lee Prather : le juge Hanley